# 少弐盛経
少弐 盛経（しょうに もりつね）は、鎌倉時代中期の武将。少弐氏4代当主。

## 生涯
少弐経資の長男と思われる。父の経資の亡くなる前後に筑前・対馬・壱岐守護を相伝している。しかし、武藤少弐氏三代が継承していた筑後・豊前・肥前・の守護国は、北条得宗などの手に渡った。
永仁5年（1297年）、初代鎮西探題の北条兼時、北条時家が九州に赴任された。鎮西探題は筑前の博多にあったとされる。それ以降、鎮西探題は鎌倉幕府滅亡まで続くことになる。
少弐盛経は、外はモンゴル帝国の第三次侵攻に備え、内は北条氏の支配が次第に強まる時代の少弐氏の苦難の始まりであった。
徳治3年（1308年）1月25日に、52歳（または55歳）で鎌倉で卒す。